# Diploplecta

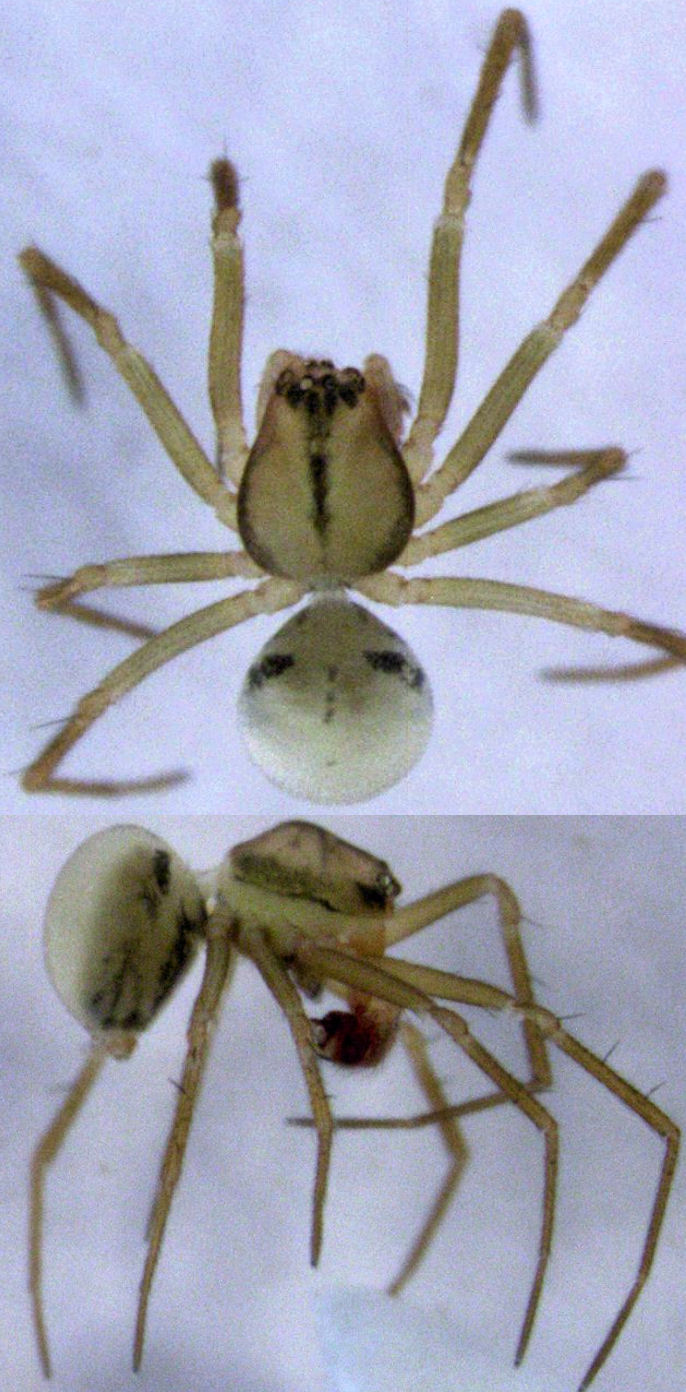

Diploplecta é um gênero de aranhas da família Linyphiidae descrito em 1988.